# Таборище (Сумская область)
Таборище (укр. Таборище) — село,
Кривоносовский сельский совет,
Середино-Будский район,
Сумская область,
Украина.
Код КОАТУУ — 5924483203. Население по переписи 2001 года составляло 67 человек .

## Географическое положение
Село Таборище находится на правом берегу реки Бычиха, которая через 1 км впадает в реку Свига, 
выше по течению на расстоянии в 0,5 км расположено село Хильчичи,
на противоположном берегу — село Кривоносовка.

## История
По мнению местных жителей, Таборище, которое изначально называлось – хутор Юркевичев, было основано Андреем Лукьяновичем Юркевичем (1781 – ?), внуком стародубского полкового хорунжего Ивана Афанасьевича Юркевича.
Однако исследователи считают эту точку зрения ошибочной, поскольку в 1781 году, когда родился Андрей Лукьянович Юркевич, хутор Юркевичев (Таборище Селецкого) уже существовал. Он был основан за несколько десятилетий до этого времени и к моменту проведения Румянцевской описи Малороссии 1765–1768 гг. уже насчитывал 22 хаты, 10 из которых принадлежали войсковому товарищу Николаю Юркевичу, 8 – войсковому канцеляристу Иосифу Юркевичу, а 4 – войсковому товарищу Якову Юркевичу.
Таборище находилось вблизи мельницы Юркевичей на реке Свиге, в урочище Таборище Селецкого, которая была куплена 4 октября 1687 года стародубским полковым хорунжим Иваном Афанасьевичем Юркевичем у Яска Якименка, и, вероятнее всего, было поселено его сыновьями: Николаем, Сафоном и Пантелеймоном.
Точное время основания села, неизвестно. Однако по состоянию на 14 декабря 1728 года, когда гетман Даниил Апостол утвердил за Зиновией Афанасьевной Юркевич и её детьми – Николаем, Сафоном и Пантелеймоном новгород-северские владения её покойного мужа, населённого пункта с таким названием не было. Он появился несколько лет спустя, между указанной датой и проведением Румянцевской описи Малороссии 1765–1768 гг.
На момент описания Новгород-Северского наместничества (1779–1781 гг.) в хуторе Юркевичеве числилось 22 двора и 22 хаты, из которых войсковому канцеляристу Осипу Юркевичу принадлежало 7 дворов и 7 хат, войсковому товарищу Якову Пантелеймоновичу Юркевичу – 1 двор и 1 хата, жене умершего бунчукового товарища Петра Юркевича – 9 дворов и 9 хат, войсковому канцеляристу Гавриле Пантелеймоновичу Юркевичу – 2 двора и 2 хаты, войсковому канцеляристу Семёну Пантелеймоновичу Юркевичу – 1 двор и 1 хата, Прасковье Юркевич – 1 двор и 1 хата и (неизвестно кому) – 1 двор и 1 хата. В указанное время в хуторе проживало 25 обывателей со своими семьями, которые занимались выращиванием зерновых, конопли и других сельскохозяйственных культур. Коноплю они продавали в Новгороде-Северском, а другие сельхозкультуры использовали для собственного потребления.
Кому из Юркевичей принадлежало Таборище после 1779–1781 гг., нам установить не удалось, поскольку их род был довольно многочисленным, а владения мелкими. Известно, что в середине XIX века на Новгород-Северщине проживали Африкан Яковлевич Юркевич, гвардии капрал Михаил Яковлевич Юркевич, капитан Андрей Яковлевич Юркевич, коллежский секретарь Андрей Лукьянович Юркевич и т.д. Однако кому из них и сколько крепостных крестьян принадлежало в селе Таборище неизвестно.
В конце 30-х – начале 40-х годов XIX века кто-то из Юркевичей продал свою часть хутора Новгород-Северскому уездному предводителю дворянства с 1841 по 1844 гг. генерал-майору Павлу Ивановичу Чинчику (15.01.1786 – 26.02.1854), который с 1800 по 1833 гг. служил в русской армии, был командиром батальона Подольского пехотного полка (1816), командиром Белостокского пехотного полка (1827) и командиром первой бригады 15-й пехотной дивизии (1832).
В его владении купленная часть хутора находилась до его смерти, наступившей 26 февраля 1854 года, после чего она перешла по наследству к его жене Пелагее Гавриловне Чинчик (урожденной Богуп) и детям.
Накануне отмены крепостного права, в 1859 году, в Таборище числилось 15 дворов, в которых проживало 93 жителя. Большинство из них были крепостными и принадлежали А.А. Юркевичу, И.А. Юркевичу, С.И. Юркевич, М.И. Юркевич и другим собственникам.
Отдельные представители рода Юркевичей проживали в Таборище до 30-х годов прошлого века и перед революцией 1917 года имели в нём свои усадьбы: врач Дмитрий Александрович Юркевич, ветеринар Валерьян Александрович Юркевич и агроном Леонид Александрович Юркевич. Они были мелкопоместными дворянами и свою землю обрабатывали сами.
После Октябрьской революции Валерьян Александрович примкнул к большевикам и в составе повстанческого отряда принимал участие в изгнании немецких оккупантов с Украины, а его брат Дмитрий открыл в 1923 году в своей усадьбе больницу, проработал в ней около двух лет, а затем уехал в Киев.

## Персоналии
В первой четверти XX века в Таборище проживали родители кандидата исторических наук Виктора Дмитриевича Юркевича (26.12.1898 – 12.09.1939). Во время учёбы в Киевском университете он часто гостил в их усадьбе и во время летних каникул 1925 года провёл по поручению Всеукраинского археологического комитета обследование находящихся рядом с Таборищем сёл Кривоносовки, Боровичи, Очкино, Уралово и Хильчичи и выявил вблизи Боровичей и Очкино несколько стоянок первобытных людей.